# Bastien Vivès

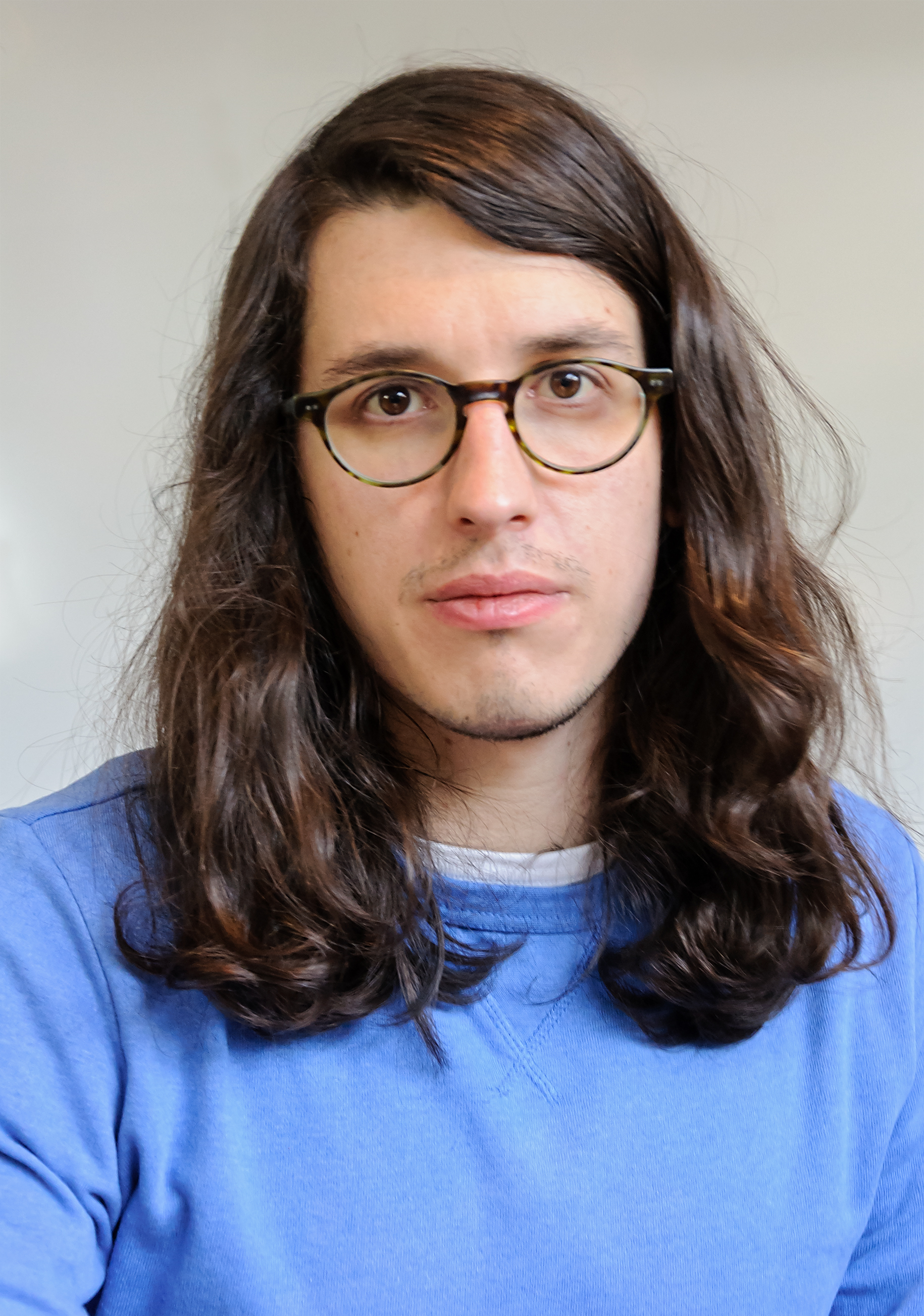
Bastien Vivès

Bastien Vivès (* 11. Februar 1984) ist ein französischer Comicautor.

## Biographie
Vivès studierte Grafik und Animation an der École des Gobelins. Bereits in jungen Jahren kann der Zeichner auf ein breites Œuvre mit hoher stilistischer Bandbreite zurückblicken. Für „Der Geschmack von Chlor“ wurde Bastien Vivès 2009 auf dem Comic-Festival in Angoulême mit dem Essentiel Révélation, dem Preis als bester Nachwuchskünstler, ausgezeichnet. Auch von der deutschsprachigen Literaturkritik wurden Vivès' Werke sehr positiv aufgenommen. Vivès lebt und arbeitet in Paris. Für „Olympia“ (zusammen mit Florence Ruppert & Jérome Mulot) erhielt er Rudolph Dirks Award 2017, 2018 für „Eine Schwester“, jeweils in der Kategorie Tabubruch/Erotik. Im Dezember 2022 ist eine Polemik um den Autor entfacht. Kritikern und Kritikerinnen werfen ihm Verharmlosung von Pädophilie und Vergewaltigung vor, die vor allem in seinen Büchern „Petit Paul“ und „La Décharge mentale“ (beide nicht ins Deutsche übersetzt) zum Ausdruck kämen.
Aus Sicherheitsgründen wurde deshalb seine geplante Solo-Ausstellung auf dem wichtigsten europäischen Comic-Festival in Angoulême im Januar 2023 abgesagt. Es wird ihm zudem vorgeworfen, 2017 auf Facebook unter einem Pseudonym zu Gewalt gegen die französische feministische Comic-Autorin Emma aufgerufen zu haben. Bastien Vivès hat zu den Vorwürfen Stellung genommen und sich dafür entschuldigt. Anfang Januar 2023 gab das zuständige Gericht in Nanterre bekannt, dass die Kinderschutzbrigade gegen Vivès wegen Verbreitung kinderpornographischer Bilder ermittele.
In Polina nimmt er den fiktiven beruflichen und existenziellen Werdegang der russischen Ballett-Tänzerin Polina Ulianow in rund 200 Graphic-Novel-Seiten in den Blick. Statt eines ausgeklügelten Farbkonzeptes wie in den früheren Büchern beschränkt sich Vivès hier selbst auf Schwarz, Weiß und Beige. Die Körper und die Bewegungen stehen im Mittelpunkt der Zeichnungen, auf Hintergründe wird weitgehend verzichtet. Der Rezensent des Deutschlandradio Kultur lobt den klugen Einsatz von Ellipsen und Zeitsprüngen sowie „lebensechte Dialoge“ an dem Werk, nennt Vivès einen „Erzähler, der etwas zu sagen hat, ohne sich in bedeutungsschweren Diskursen zu verlieren“.

## Veröffentlichungen in deutscher Sprache
- Der Geschmack von Chlor. (Originaltitel: Le Goût du Chlore übersetzt von Kai Wilksen), Reprodukt, Berlin 2010, ISBN 978-3-941099-48-7.
- In meinen Augen. (Originaltitel: Dans mes yeux, übersetzt von Kai Wilksen), Reprodukt, Berlin 2010, ISBN 978-3-941099-58-6.
- Polina. (übersetzt von Mireille Onon), Reprodukt, Berlin 2011, ISBN 978-3-941099-91-3.
- Für das Imperium. (mit Merwan Chabane: Originaltitel: Pour l'empire übersetzt von Ulrich Pröfrock):
  - 1. Band: Die Ehre. Reprodukt, Berlin 2011, ISBN 978-3-941099-83-8.
  - 2. Band: Die Frauen. Reprodukt, Berlin 2011, ISBN 978-3-941099-84-5.
  - 3. Band: Schicksal. Reprodukt, Berlin 2012, ISBN 978-3-943143-03-4.
- Das Gemetzel. Reprodukt, Berlin 2012, ISBN 978-3-943143-35-5.
- mit Florent Ruppert und Jerome Mulot: Die große Odaliske. Reprodukt, Berlin 2013, ISBN 978-3-943143-43-0.
- Die Liebe. Reprodukt, Berlin 2014, ISBN 978-3-943143-77-5.
- mit Florent Ruppert und Jerome Mulot: Olympia. Reprodukt, Berlin 2017, ISBN 978-3-95640-106-0.
- Eine Schwester. (Originaltitel: Une sœur, übersetzt von Heike Drescher), Reprodukt, Berlin 2018, ISBN 978-3-95640-144-2.
- Die Bluse. (Originaltitel: Le Chemisier), Reprodukt, Berlin 2019, ISBN 978-3-95640-185-5.
- mit Martin Quenehen (Szenario): Corto Maltese: Schwarzer Ozean. (Originaltitel: Corto Maltese: Océan noir), Schreiber & Leser, Hamburg 2022, ISBN 978-3-965820-87-6.
- mit Martin Quenehen (Szenario): Nationalfeiertag. (Originaltitel: Quatorze juillet), Schreiber & Leser, Hamburg 2023, ISBN 978-3-96582-116-3.
- Letztes Wochenende im Januar. (Originaltitel: Dernier week-end de janvier), Schreiber & Leser, Hamburg 2023, ISBN 978-3-96582-147-7.
- mit Martin Quenehen (Szenario): Corto Maltese: Die Königin von Babylon. (Originaltitel: Corto Maltese: La Reine de Babylone), Schreiber & Leser, Hamburg 2023, ISBN 978-3-965821-54-5.